# شهرستان نعمان
ناحیهٔ نعمان (به عربی: مدیریة نعمان) یک ناحیه در یمن است که در استان بیضاء واقع شده‌است.
ناحیهٔ نعمان ۹٬۲۵۲ نفر جمعیت دارد.